# Luigi Scalabrini
Luigi Scalabrini (Trapani, 18 ottobre 1767 – Mazara del Vallo, 4 luglio 1842) è stato un vescovo cattolico italiano.

## Biografia
Nato da una piccola famiglia nobile di Trapani, entrò a far parte dell'ordine carmelitano a soli quindici anni svolgendo in questa istituzione tutti gli studi fino ad essere ordinato sacerdote nel 1791 a Palermo. Nel 1798 conseguì a Catania anche il dottorato in Teologia. Rivestì per tre anni la carica di provinciale dell'ordine carmelitano divenendone anche vicario generale.
Il 17 dicembre 1832 papa Gregorio XVI, su indicazione di re Ferdinando II, lo nominò vescovo di Mazara del Vallo; ricevette l'ordinazione episcopale il 23 dicembre seguente dal cardinale Giacinto Placido Zurla, cardinale vicario, coconsacranti l'allora arcivescovo e futuro cardinale Giovanni Soglia Ceroni e l'allora arcivescovo e futuro papa Giovanni Maria Mastai Ferretti, vescovo di Imola.
Come vescovo si impegnò ad ingrandire il seminario e chiamò come docenti le più importanti figure del tempo. Nel 1833 indisse la prima visita pastorale nell'ambito della quale visitò tutte le chiese della diocesi. A Mazara si adoperò per restaurare la cattedrale di cui arricchì anche il tesoro. Svolse un importante ruolo durante l'epidemia di colera in occasione della quale si adoperò in vari modi chiudendo anche il seminario per due anni e facendo costruire un cimitero. Nel suo testamento lasciò una notevole somma destinata alla costruzione del porto di Mazara.

## Genealogia episcopale
La genealogia episcopale è:
- Cardinale Scipione Rebiba
- Cardinale Giulio Antonio Santori
- Cardinale Girolamo Bernerio, O.P.
- Arcivescovo Galeazzo Sanvitale
- Cardinale Ludovico Ludovisi
- Cardinale Luigi Caetani
- Cardinale Ulderico Carpegna
- Cardinale Paluzzo Paluzzi Altieri degli Albertoni
- Papa Benedetto XIII
- Papa Benedetto XIV
- Papa Clemente XIII
- Cardinale Marcantonio Colonna
- Cardinale Giacinto Sigismondo Gerdil, B.
- Cardinale Giulio Maria della Somaglia
- Cardinale Giacinto Placido Zurla, O.S.B.Cam.
- Vescovo Luigi Scalabrini, O.Carm.